# Boletina dispectoides
Boletina dispectoides är en tvåvingeart som beskrevs av Jakovlev och Penttinen 2007. Boletina dispectoides ingår i släktet Boletina och familjen svampmyggor.
Artens utbredningsområde är Finland. Arten har ej påträffats i Sverige. Inga underarter finns listade i Catalogue of Life.